# 生産性のジレンマ
生産性のジレンマ（せいさんせいのジレンマ、英語: productivity dilemma）は経営学用語。「生産性の高い工場ほど、新たな製品のアイデアは出にくく、反対に、生産性の低い工場は新たな製品のアイデアが出やすい」という傾向があることである。ハーバード・ビジネス・スクールのウィリアム・J・アバナシー（William J. Abernathy）教授により提唱された。

## 発生の経緯
1. 効率性を追求するということはムダをなくすということ。
2. 目的が一つに定まっているときには、全員が一つの目的に向かって一直線に進むのが望ましい。これが効率性である。
3. 一方、新たな事業や製品を開発するためには様々なトライ＆エラーが必要となる。
4. イノベーションは様々な寄り道や失敗を繰り返すことでしか見いだすことができない。
5. これにより、生産性とイノベーションがトレードオフの関係になってしまう。これが生産性のジレンマである。

## 現状
この生産性のジレンマは、圧倒的な生産性と改善を誇るトヨタ生産方式においてもある程度克服されたとはいえ、革新性という点においていまだ弱みでもある。この生産性のジレンマが意味することは、イノベーションのためには特別な活動が必要だということである。